# Quando ero un Beatles
Quando ero un Beatles. La vera storia di Pete Best, il primo batterista dei Beatles è un libro che introduce la figura di uno dei primi strumentisti a far parte della band che segnò l'epoca degli anni sessanta e settanta. Scritto da Giampiero Orselli nel gennaio del 1999.

## Trama
Nel 1959 Pete Best è il batterista dei Beatles, sino al 1962 con John Lennon, George Harrison e Paul McCartney. Proprio al momento di incidere il primo 45 giri , Pete Best viene scaricato senza spiegazioni e sostituito con Ringo Starr. Il batterista-organizzatore dei primi spettacoli, il più bello e il più desiderato, forse "silurato" per gelosia, provò a rimanere agganciato al mondo dello show-business, ma finì come impiegato all'ufficio di collocamento di Liverpool. Il libro è la storia, in forma di romanzo, dell'ossessione per un'occasione mancata, ma anche il racconto della nascita dei Beatles.

## La ricostruzione di un fantasma
Giampiero Orselli cerca in questo libro di creare una visione più ampia di un personaggio, molte volte tralasciato o liquidato con poche righe. Eppure quei due anni insieme ai cosiddetti "Fab four" (1959 - 1962) sono stati quelli determinanti nella scalata al successo. I Beatles si recavano per la prima volta ad Amburgo, Germania. Si deve specificare inoltre che ebbero la fortuna di suonare nei luoghi giusti, di conoscere le persone giuste, nei momenti determinanti della loro carriera. In pratica "Quando ero un Beatles" cerca di ricostruire il dramma di Pete, che cercò invano di rimanere nel mondo dello show-business ma finì a fare l'impiegato all'ufficio di collocamento di Liverpool, mentre i suoi ex amici diventavano i musicisti più ricchi e famosi della storia del rock.